# Erik Zeidlitz
Erik Zeidlitz, född den 11 december 1945 i Brännkyrka, Sverige, är en svensk kanotist.
Han tog bland annat VM-brons i C-2 10000 meter i samband med sprintvärldsmästerskapen i kanotsport 1970 i Köpenhamn.
Zeidlitz är Stor grabb nummer 61 på Svenska Kanotförbundets lista över mottagare för utmärkelsen Stor kanotist.